# Opisthopappus
Opisthopappus là một chi thực vật có hoa trong họ Cúc (Asteraceae).

## Loài
Chi Opisthopappus gồm các loài: